# Kamionka Wielka (Ukraina)
Kamionka Wielka – wieś w rejonie kołomyjskim obwodu iwanofrankiwskiego, założona w 1416 W II Rzeczypospolitej miejscowość była siedzibą gminy wiejskiej Kamionki Wielkie w powiecie kołomyjskim województwa stanisławowskiego. 
W 1931 r. wieś liczyła 708 zagród i 3640 mieszkańców, z których 35% stanowili Polacy. Przeważała ludność ukraińska. W 1935 r. erygowano tu parafię rzymskokatolicką. W 1940 r. z Kamionki Wielkiej i okolicznych wsi NKWD wywiozło na Syberię 90 polskich rodzin (400 osób). W listopadzie 1944 r. w czasie dwóch ataków nacjonalistów ukraińskich z UPA zginęło 65 Polaków.